# لورين إيفانز
لورين إيفانز (بالإنجليزية: Lauren Evans)‏ هي ملحنة ومغنية مؤلفة أمريكية، ولدت في 3 فبراير 1983.

## وصلات خارجية
- لورين إيفانز على موقع IMDb (الإنجليزية)
- لورين إيفانز على موقع ميوزك برينز (الإنجليزية)
- لورين إيفانز على موقع ديسكوغز (الإنجليزية)